# Prehistorie van Armenië

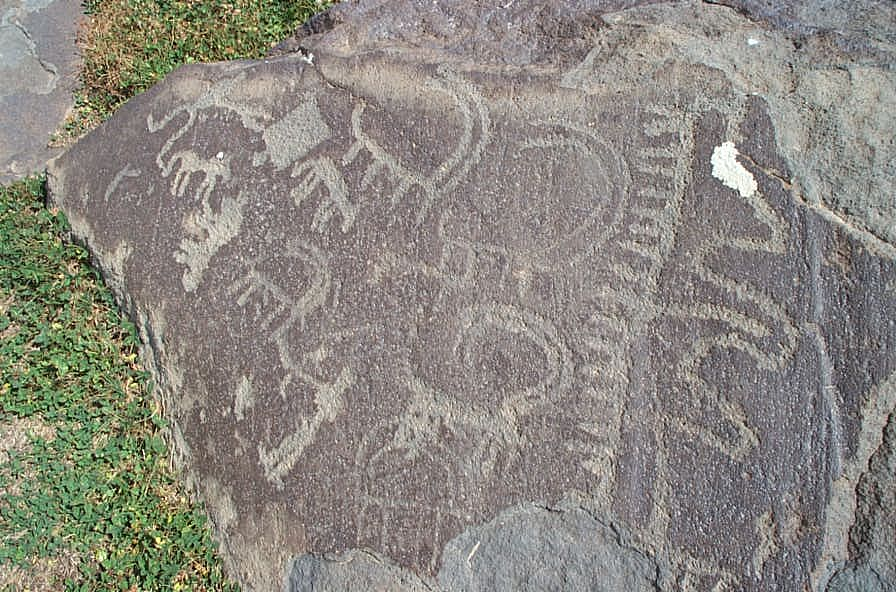
petrogliefen van Oeghtasar

De prehistorie van Armenië verwijst naar de geschiedenis van het huidige Armenië, en bestrijkt de periode van de vroegst bekende menselijke aanwezigheid in het Armeens Hoogland vanaf het vroegpaleolithicum, meer dan 1 miljoen jaar geleden, tot aan de ijzertijd en de opkomst van Urartu in de 9e eeuw v.Chr., waarvan het einde in de 6e eeuw v.Chr. het begin markeert van de Armeense oudheid.

## Paleolithicum
De Armeense hooglanden werden bewoond door menselijke groepen vanaf het vroegpaleolithicum tot de moderne tijd. De eerste menselijke sporen worden vertegenwoordigd door de aanwezigheid van Acheuléen-werktuigen van meer dan 1 miljoen jaar geleden, meestal dichtbij obsidiaan-ontsluitingen. Er zijn ook nederzettingen uit het Midden- en Laatpaleolithicum aangetoond, zoals in de Hovk 1-grot en vondsten uit de Mesolithische Trialeticultuur. 
De meest recente belangrijke opgraving vond plaats op de locatie Nor Geghi 1 in de Hrazdan-riviervallei. Duizenden 325.000 jaar oude artefacten kunnen erop wijzen dat in dit stadium de menselijke technologische innovatie met tussenpozen door de Oude Wereld plaatsvond, in plaats van zich te verspreiden vanuit één enkel punt van oorsprong (meestal verondersteld Afrika te zijn geweest), zoals eerder werd gedacht. 

## Neolithicum
Aangenomen wordt dat de vindplaatsen Aknasjen en Aratasjen in de Ararat-vlakte tot de neolithische periode behoren. De archeologische vindplaats Mestamor, gelegen ten zuidwesten van het dorp Taronik in de provincie Armavir, vertoont ook bewijs van bewoning vanaf het neolithicum. 
De Sjoelaveri-Sjomoecultuur van de centrale Zuidelijke Kaukasus is een van de vroegst bekende prehistorische culturen in het gebied, met een koolstofdatering van ongeveer 6000 - 4000 v.Chr. Ze werd in het gebied opgevolgd door de Koera-Araxescultuur van de bronstijd, daterend uit de periode van ca. 3400 - 2000 v.Chr.

## Bronstijd

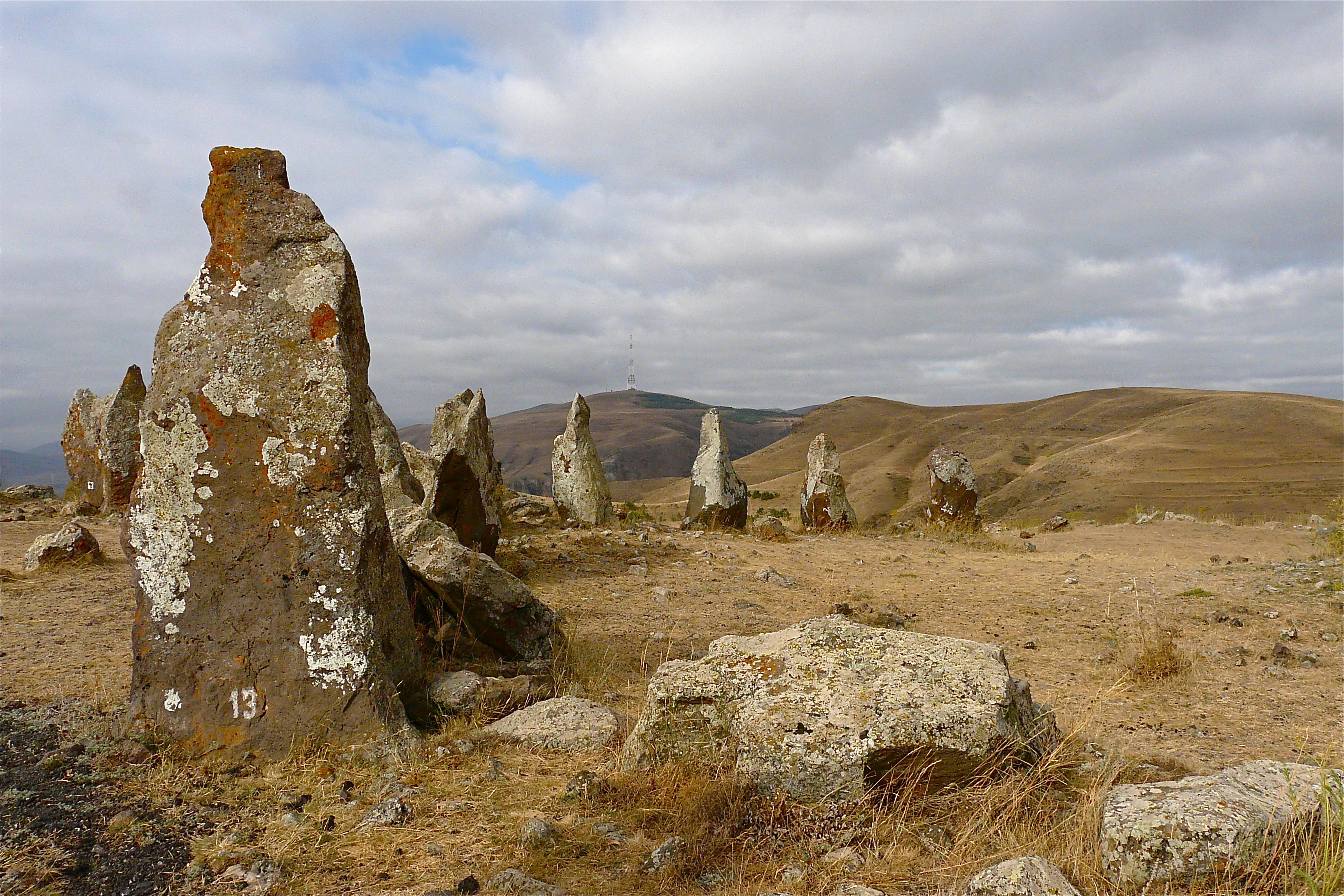
Zorats Karer, een begraafplaats uit de bronstijd

Een cultuur van de vroege bronstijd in het gebied is de Koera-Araxescultuur (c. 4000 - 2200 v.Chr.). Het vroegste bewijs voor deze cultuur werd gevonden op de Araratvlakte; vandaar verspreidde het zich tegen 3000 v.Chr. naar Georgië (maar bereikte nooit Colchis), westwaarts, en zuidoostwaarts naar een gebied rond het Urmia-bekken en het Vanmeer.
Van 2200 tot 1600 v.Chr. bloeide de Trialeticultuur in Armenië, Zuid-Georgië en Noordoost-Turkije. Er werd gespeculeerd dat dit een Indo-Europese cultuur zou kunnen zijn. Andere mogelijk verwante culturen waren gedurende deze tijd verspreid over de hooglanden van Armenië, namelijk in de regio's Aragats en het Sevanmeer. 
Het belangrijkste doel van de vroege Assyrische invallen in het Armeense Hoogland was het verkrijgen van metalen voor de productie van brons.
Tussen 1200 en 800 v.Chr. was een groot deel van Armenië verenigd onder een confederatie van stammen, die Assyrische bronnen Nairi ("Land van Rivieren" in het Assyrisch) noemden.

### Mogelijke vermeldingen in oude bronnen
Geleerden uit het begin van de 20e eeuw suggereerden dat de naam "Armenië" mogelijk voor het eerst is opgenomen in een inscriptie waarin Armanî (of Armânum) wordt vermeld, samen met Ibla, geïdentificeerd met een Akkadische kolonie in de huidige regio Diyarbakır, als gebieden veroverd door Naram-Sin (2300 v.Chr.). De precieze locaties van zowel Armani als Ibla zijn echter onduidelijk. Sommige moderne onderzoekers hebben Armani (Armi) in de omgeving van het moderne Samsat geplaatst, en hebben gesuggereerd dat het, althans gedeeltelijk, werd bevolkt door een vroeg Indo-Europees sprekend volk. Thoetmosis III van Egypte noemde in het 33e jaar van zijn regering (1446 v.Chr.) het volk van "Ermenen", bewerend dat in hun land "de hemel op zijn vier pilaren rust". Armenië is mogelijk verbonden met Mannaea, wat identiek kan zijn aan de regio Minni die in de Bijbel wordt genoemd. Waar al deze attestaties naar verwijzen kan echter niet met zekerheid worden vastgesteld, en de vroegste zekere attestatie van de naam "Armenië" komt uit de Behistuninscriptie (ca. 500 v.Chr.).
De vroegste vorm van het woord "Hayastan", een endoniem voor Armenië, zou mogelijk Hayasa-Azzi kunnen zijn, een koninkrijk in de Armeense hooglanden dat werd vermeld in Hettitische archieven uit de periode 1500-1200 v.Chr.

## IJzertijd
Het ijzertijdperk volgde overal dat van het brons, waardoor een nieuw tijdperk van menselijke vooruitgang werd geopend. De invloed ervan is merkbaar in Armenië, en de overgangsperiode is duidelijk gemarkeerd. Graven waarvan de metalen inventaris enkel van brons is, dateren uit een ouder tijdperk. Op de meeste onderzochte begraafplaatsen werden zowel bronzen als ijzeren artefacten gevonden, wat wijst op de geleidelijke opmars naar de ijzertijd.
De ijzertijd ging over in de vroege historische periode.